# キャルバート・ワトキンズ
キャルバート・ワトキンズ（/ˈwɒtkɪnz/; 1933年5月13日 – 2013年5月20日）は、『ハウ・トゥー・キル・ア・ドラゴン』の著者として知られるアメリカの言語学者・文献学者。ワトキンズはハーヴァード大学の言語学と古典学の教授であり、退職後にはカリフォルニア大学ロサンゼルス校の professor-in-residence を務めた。

## 生い立ち

### 家族
キャルバート・ワトキンズは、1933年5月13日アメリカ合衆国ペンシルバニア州ピッツバーグに生まれた。父は経済学者であり政府顧問であった。ラルフ・ジェームズ・ワトキンズ、母はメキシコ大統領サンタ・アナの伝記を英訳したスペイン語教師ウィリー・ウォードであった。ワトキンズは幼年時代のほとんどをニューヨークで過ごし、ハーヴァード大学への進学前はマンハッタンの共学校フレンズ・セミナリーに学んだ。幼少期にラテン語とギリシア語に触れたことがきっかけで、ワトキンズは15歳にして印欧語学者を志した。

### 学歴
ワトキンズは、1954年にハーヴァード大学の学士号をスンマ・クム・ラウデ（最優等）の成績で取得し、1959年には言語学の博士号を取得した。ハーヴァード大学の在学中、ワトキンズは1954年から1955年までフランスの高等研究実習院、1957年から1958年までダブリン高等研究所のケルト研究課程へ留学した。

## 職歴

### ハーヴァード大学時代
1959年当初、ワトキンズはハーヴァード大学で講師の職についた。その後、1960年にはアシスタント・プロフェッサーとなり、1962年にはテニュアの准教授、1966年には正教授となった。さらに1989年には、Victor. S Thomas Professor of Linguistics and Classicsに任命された。ワトキンズがテニュア取得後に影響を与えた言語学者として、Ives Goddard, Jay Jasanoff, D. Gary Miller, マイケル・シルヴァスティン、Alice Harris, H. Craig Melchert, Alan Nussbaum, Brent Vine, Mark Hale, Andrew Garett, Joshua Katz, Benjamin Fortson がいる。
ワトキンズは、研究業績・職歴全体を通して、歴史言語学の研究と発展に献身し続けた。 1982 年、彼は「東海岸印欧語学会（East Coast Indo-European Conference）」に創設者として加わり、年次会議の大部分に参加した。

### カリフォルニア大学ロサンゼルス校時代
2003年にハーヴァード大学を退職してのち、ワトキンズはカリフォルニア州ロサンゼルスに移り、妻の Stephanie Jamison とともにカリフォルニア大学で教鞭をとりはじめた。ワトキンズは、毎年の UCLA 印欧語会議（UCLA Indo-European Conference）に参加し続けることで、UCLA における歴史言語学の重要性の周知に務め続けた。 2013年の第25回年次会議はワトキンズの追悼に捧げられた。

### 初期の出版物
ワトキンズのハーヴァード大学の博士論文は、『インド・ヨーロッパ起源のケルト語動詞Ⅰシグマティック・アオリスト（Indo-European Origins of the Celtic Verb I. The Sigmatic Aorist）』 (ダブリン高等研究所，1962）であった。これはイェジ・クリウォヴィチの構造主義的アプローチを強く反映し、ケルト語比較言語学およびインド・ヨーロッパ諸語の動詞体系にかんする新時代の研究の先駆けであった。 
『インド・ヨーロッパ起源のケルト語動詞Ⅰシグマティック・アオリスト』（1962）の96ページにおいて、ワトキンズは、ポーランド語とペルシア語、ケルト語の動詞の歴史には、「三人称単数におけるゼロ語尾の存在ないし発生、そしてこの三人称単数形の、範列内の他の言語形式への拡大（the development [...] or presence [...] of a zero ending in the 3sg., and the spread of this 3sg. form to other members of the paradigm.）」というパターンが見られることを指摘した。このパターンは同分野において、ワトキンズの法則として知られるようになった。 ケルト祖語についていえば、この「法則」はすでに Rudolf Thurneysen の1909年の著作『古アイルランド語文法（Grammar of Old Irish）』の422ページ（683節）に見られるものであったが、同様のパターンが他の言語史にも出現することに気づいたのはワトキンズであった。
ワトキンズは、ある意味において、『インド・ゲルマン語文法Ⅲ　第1部・インド・ゲルマン語動詞活用の歴史（Indogermanische Grammatik, vol. 3, part 1: Geschichte der indogermanischen Verbalflexion）』（1969）をもって自らの動詞研究を完成させたといえる。その間ワトキンズは、印欧諸語の語彙と詩学についても研究して、（とりわけ）ケルト語、アナトリア語、ギリシア語、イタリック語、インド・イラン語の資料に関する多数の論文を著した。これらの論文は、直接には『著作選（Selected Writings）』において、間接的には『ハウ・トゥー・キル・ア・ドラゴン』（オックスフォード大学出版局、1995年）において紹介されている。
ワトキンズは、印欧諸語に関する専門知識によって The American Heritage Dictionary of the English Language の初版に貢献し、 The American Heritage Dictionary of Indo-European Roots. ISBN 0-618-08250-6を編集した。ワトキンズはまた、すべてのケルト語の中では古アイルランド語が印欧祖語に最もよく似ており、古アイルランド語はヴェーダ語と比肩するほど保守的だとも述べた。

### ハウ・トゥー・キル・ア・ドラゴン：アスペクツ・オブ・インド゠ヨーロピアン・ポエティクス
『ハウ・トゥー・キル・ア・ドラゴン：アスペクツ・オブ・インド゠ヨーロピアン・ポエティクス（竜の殺し方：印欧詩学の諸相；How to Kill a Dragon: Aspects of Indo-European Poetics）』は、1995年11月16日にオックスフォード大学出版局から出版され、印欧諸語に散らばる印欧祖語由来のパターンを同定し、効果的に逆算することで、印欧語史のより良き叙述のために詩の定型句が重要であることを例証し、比較言語学における formalic method の確立を試みた。 『ハウ・トゥー・キル・ア・ドラゴン』は2部に分かれており、第1部は印欧詩学の定義と序説にあてられる。ワトキンズは「竜殺しの神話（dragon-slaying myth）」という概念を導入し、諸言語の詩文にみられる共通したテーマにかんする多数の事例研究に基づいてこの概念を擁護していく。第2部では、ワトキンズが提唱する「HERO SLAY SERPENT（英雄が大蛇を倒す）」という定型句についての新たな仮説を示すことで、「竜殺しの神話」の射程を拡大し、印欧祖語における定型句の比較再建を試みる。
Lingua Frankly 誌の書評において、Marc L’Heureux は、ワトキンズの論証がパトロンと詩人の関係のような歴史的根拠を具備しているとした。L’Heureux はさらに、詩人から詩人への儀式的な伝達を通じて、言葉選びが歴史言語学的証拠として保存されるようになったと述べる。それゆえ、詩人は偉大な力の行使者であるだけでなく、ワトキンズによればパトロンの威信はもともと詩人の才能と結びつき、古代言語の変化をよりよく理解するための研究を可能にする言語の記録者でもあったという。
『ハウ・トゥー・キル・ア・ドラゴン』は好評を博し、現在では印欧詩学の研究を変革した決定版とみなされている。『ハウ・トゥー・キル・ア・ドラゴン』は、1998年に Goodwin Award for Classical Studies を受賞した。

### 経歴と受賞歴
- Royal Irish Academy，名誉会員 (1968)[2]
- アメリカ芸術科学アカデミー会員 (1973)[2]
- アメリカ哲学協会会員(1975)[2]
- 全米人文科学基金からの Senior Fellowship for Independent Study and Research (1984–85) [2]
- イギリス学士院、客員会員(1987)[2]
- フランス文学院、Correspondant Etranger (1990)[2]
- グッゲンハイム・フェロー、「言語学における、生産的な研究のための卓越した能力と、その技術における卓越した創造的能力の証左として（for demonstration of exceptional capacity for productive scholarship and exceptional creative ability in the arts in the field of linguistics）」 (1991)[11]
- 『ハウ・トゥー・キル・ア・ドラゴン』にて、Goodwin Award for Classical Studies (1998)[12]
- アメリカ言語学会、会長（1998）[2]
- Associé Etranger, Membre de l'Institut (1999)[2]

## 死去
キャルバート・ワトキンズは、2013年3月20日、カリフォルニア州ロサンゼルスにて睡眠中に80歳で死去した。ワトキンズは、Harvard University as Victor S. Thomas Professor of Linguistics and the Classics を2003年に退職してのち、カリフォルニア大学ロサンゼルス校の Department of Classics および Program in Indo-European Studies のディスティングイッシュトプロフェッサーを務めていた。

## 刊行著作
- "Review of Kenneth Jackson, Language and History in Early Britain: A Chronological Survey of the Britannic Languages, First to Twelfth Century A.D.," Language 30 (1954) 513–18;  P. Guiraud, Bibliographie critique de la statistique linguistique rev. & completed by D. Houchin, J. Puhvel & Watkins under the direction of J. Whatmough (Utrecht, 1954). REVS: BSL L 1954,2 44–46 Cohen; Emerita XXIV 1956 187 Tovar
- "The Phonemics of Gaulish: The Dialect of Narbonensis," Language 31 (1955) 9–19
- "Preliminaries to a Historical and Comparative Analysis of the Syntax of the Old Irish Verb," Celtica 6 (1963) 1–49
- "Indo-European Metrics and Archaic Irish Verse," Celtica 6 (1963) 194–249; "Lat. nox, by night. A Problem in Syntactic Reconstruction," Symbolae linguisticae in honorem J. Kuryłowicz, ed. A. Heinz (Wrocław, 1965) 351–358
- "An Indo-European Construction in Greek and Latin," HSCP 71 (1966) 115–119; J. Kuryłowicz, Indogermanische Grammatik, III, 1. Teil : Formenlehre : Geschichte der indogermanischen Verbalflexion by Watkins (Heidelberg: Carl Winter Universitätsverlag, 1969) REV. Paideia XXX 1975 382–386 Pisani; WZHalle XXI 1972, 1 99–102 Barschel | DLZ XCII 1971 849–851 Sternemann | Language XLVIII 1972 687–695 Wyatt
- "The Indo-European Origin of English," The American Heritage Dictionary of the English Language New York: American Heritage and Houghton Mifflin, 1969) xix-xx
- "Indo-European and the Indo Europeans," ibid., 1496–502; "Indo-European Roots," ibid., 1505–50
- "A Latin-Hittite Etymology," Language 45 (1969) 235–242
- "A Further Remark of Lachmann's Law," HSCP 74 (1970) 55–65
- "On the Family of arceō, ἀρκέω, and Hittite h⌣ark-," HSCP 74 (1970) 67–74
- "An Indo-European Agricultural Term, Latin ador, Hittite h⌣at-," HSCP 77 (1973) 187–194
- "Etyma Enniana," HSCP 77 (1973) 195–206
- "Latin suppus," JIES 1 (1973) 394–399
- "I.-E. Star," Sprache 20 (1974) 10–14
- "God," Antiquitates Indogermanicae. Studien zur indogermanischen Altertumskunde und zur Sprach- und Kulturgeschichte der indogermanischen Völker. Gedenkschrift für Hermann Guentert zur 25. Wiederkehr seines Todestages am 23. April 1973, ed. M. Mayrhofer, W. Meid, B. Schlerath & R. Schmitt (Innsbruck, 1974) 101–110
- "La famille indo-européenne de grec ὄρχις. Linguistique, poétique et mythologie," BSL 70 (1975) 11–26
- "Latin ador, Hittite hat- Again. Addenda to HSCP LXXVII 187–193," HSCP 79 (1975) 181–187; "Latin iouiste et le vocabulaire religieux indo-européen," Mélanges offerts à E. Benveniste (Paris, 1975) 527–534; "La désignation indo-européenne du tabou," Langue, discours, société. Pour Émile Benveniste ed. J. Kristeva, J.C. Milner, & N. Ruwet (Paris, 1975) 208–214
- "Towards Proto-Indo-European Syntax: Problems and Pseudo-Problems," Chicago Linguistic Society (Parasession on diachronic syntax) 12.2 (1976) 305–26
- "Observations on the Nestor's Cup Inscription," HSCP 80 (1976) 25–40
- "Syntax and Metrics in the Dipylon Vase Inscription," Studies in Greek, Italic, and Indo-European Linguistics Offered to Leonard R. Palmer on the Occasion of his Seventieth Birthday June 5, 1976, ed. Davies A. Morpurgo & W. Meid (Innsbruck, 1976) 431–441
- "À propos de μῆνις," BSL 72, 1 (1977) 187–209; "ἀνόστεος ὁν πόδα τένδει," Étrennes de septantaine. Travaux de linguistique et de grammaire comparée offerts à Michel Lejeune (Paris, 1978) 231–235
- "La désignation indo-européenne du tabou," Langue, discours, société. Pour Émile Benveniste ed. J. Kristeva, J.C. Milner, & N. Ruwet (Paris, 1975) 208–214
- "Let Us Now Praise Famous Grains," PAPS 122 (1978) 9–17; "A Greco-Hittite Etymology," Serta Indogermanica. Festschrift für Günter Neumann zum 60. Geburtstag, ed. J. Tischler (Innsbruck, 1982) 455–457
- "The Language of the Trojans," Troy and the Trojan War. A Symposium Held at Bryn Mawr College, October, 1984, ed. M.T. Mellink (Bryn Mawr, PA, 1986) 45–62
- "The Name of Meleager," O-o-pe-ro-si. Festschrift für Ernst Risch zum 75. Geburtstag, ed. A. Etter (Berlin, 1986) 320–328
- "Questions linguistiques de poétique, de mythologie et de pré-droit en indo-européen," LALIES 5 (1987) 3–29
- "'In the Interstices of Procedure.' Indo-European Legal Language and Comparative Law," Studien zum indogermanischen Wortschatz, ed. Wolfgang Meid (Innsbruck, 1987) 305–314; Studies in Memory of Warren Cowgill (1929–1985). Papers from the Fourth East Coast Indo-European Conference, Cornell University, June 6–9, 1986 (ed.) (Berlin & New York, 1987) REVS.: Kratylos XXXV 1990 41–48 Rix; ILing XII 1987–88 188 R. Gusmani
- "New Parameters in Historical Linguistics, Philology, and Culture History," Language 65 (1989) 783–99
- "Le dragon hittite Illuyankas et le géant grec Typhôeus," CRAI (1992) 319–330; How to Kill a Dragon: Aspects of Indo-European Poetics (Oxford, 1995) REVS: CJ 1997–1998 92 (4): 417–422 Dunkel; JAOS 1997 117 (2): 397–398 Klein; Language 1997 73 (3): 637–641 Justus; CO 1996–1997 74 (3): 123 Klein; CW 1998–1999 92 (2): 175–176 Kelly; BSL 1998 93 (2): 116–130 Bader; Kratylos 2000 45: 36–46 Schlerath; CR 2000 N. S. 50 (1): 101–103 Konstan; EMC 2000 N. S. 19 (3): 399–406 Bubenik; IF 2001 106 : 282–290 Keydana
- "Greece in Italy outside Rome," HSCP 97 (1995) 35–50
- "Homer and Hittite Revisited," Style and Tradition: Studies in Honor of Wendell Clausen, ed. Peter E. Knox and Clive Foss (Stuttgart, 1998) 201–211
- The American Heritage Dictionary of Indo-European Roots (revised and ed.), 2nd ed. (Boston, 2000)
- "A Distant Anatolian Echo in Pindar: the Origin of the Aegis Again," HSCP 100 (2000) 1–14; "L'Anatolie et la Grèce : résonances culturelles, linguistiques et poétiques," CRAI (2000) 1143–1158
- "À la suite des perspectives tracées par Michel Lejeune: aspects du grec et du celtique," CRAI (2001) 213–223
- "An Indo-European Linguistic Area and Its Characteristics: Ancient Anatolia. Areal Diffusion as a Challenge to the Comparative Method? in Areal Diffusion and Genetic Inheritance: Problems in Comparative Linguistics ed. Alexandra Y. Aikhenvald & R.M.W. Dixon (Oxford: Oxford University Press, 2001) 44–63
- "The Golden Bowl: Thoughts on the New Sappho and its Asianic Background," ClAnt 26,2 (2007) 305–325
- "The Erbessos Blues and Other Tales of the Semantics of Case and the Semantics of Love among the Western Greeks," La langue poétique indo-européenne : actes du colloque de travail de la Société des études indo-européennes (Indogermanische Gesellschaft, Society for Indo-European studies), Paris, 22–24 octobre 2003, ed. Georges-Jean Pinault and Daniel Petit (Leuven, 2006) 517–521
- "Hipponactea quaedam," Hesperos: Studies in Ancient Greek Poetry Presented to M. L. West on His Seventieth Birthday, ed. Patrick J. Finglass, Christopher Collard, and Nicholas J. Richardson (Oxford, 2007) 118–125.